# Magyar Nyugati Vasút
A Magyar Nyugati Vasút (MNyV) egykor közös magyar–osztrák vasúttársaság volt, melynek 90 évi időtartamra szóló engedélyét az 1869. évi V. törvénycikk tartalmazta. A magyar vonalak építésére mérföldenként 36 400 forintot biztosítottak, Stájerország 5%-ot biztosított 719 800 forint építési tőke után mérföldenként. A különböző vonalváltozások, továbbá a grazi pályaudvar költséges építése pénzügyi zavarokat idéztek elő, ehhez járult később a győri, székesfehérvári stb. közös pályaudvarok költsége is. Ezek fedezése végett Stájerország az építési tőkét mérföldenként 728 000 forintra emelte föl, továbbá 3 276 400 forintra újabb elsőbbségeket adtak el. Amikor a magyar kormány az 1875. évi XLI. törvénycikk és az 1876. évi XI. törvénycikk alapján meghatalmazást nyert a vasutak segélyezésére, a Magyar Nyugati Vasút 571 000 forintot kapott, melyhez az osztrák kormány azzal járult, hogy a stájerországi vonalak tiszta jövedelmét 332 000 forint erejéig biztosította. Ennek ellenére 1885-ben 373 510 forint függő adóssága volt a társaságnak és ennek fedezésére a szelvények értékét kellett csökkenteni 1 forint 25 krajcárral, sőt az újabb beruházások érdekében az 1874. évi kölcsönt megnövelték. Végül 1888. augusztus 19-én mindkét kormány lefoglalta a vasutat, majd 1889. január 1-jétől az 1889. évi XIV. törvénycikk értelmében a magyar állam vasúti hálózatához csatolták.

## A társaság vonalai
| A Magyar Nyugati Vasút vonalai                                         | A Magyar Nyugati Vasút vonalai                                   | A Magyar Nyugati Vasút vonalai |
| Vonal                                                                  | Átadás dátuma                                                    | Megjegyzés |
| ---------------------------------------------------------------------- | ---------------------------------------------------------------- | --- |
| Győr–Kis-Czell–Szombathely –Gyanafalva országhatár –Graz MNYV –Graz DV | * 1871. október 1. * 1872. szeptember 1. * 1873. május 1. * 1873 | Győrött nem az ÁVT felvételi épületétől kezdve a mai Burgenland–Stájerország határpontig az összekötővágány külön volt nyilvántartva |
| Kis-Czell–Veszprém –Székesfehérvár                                     | * 1872. augusztus 9. * 1872. október 3.                          | szárnyvonal |

## Mozdonyok
A táblázat a Magyar Nyugati Vasút mozdonyállományát mutatja az MNyV osztályjelölések sorrendjében, továbbá tartalmazza az államosítás utáni MÁV és kkStB jelölésüket is.
| A Magyar Nyugati Vasút mozdonyai | A Magyar Nyugati Vasút mozdonyai | A Magyar Nyugati Vasút mozdonyai | A Magyar Nyugati Vasút mozdonyai | A Magyar Nyugati Vasút mozdonyai | A Magyar Nyugati Vasút mozdonyai | A Magyar Nyugati Vasút mozdonyai        | A Magyar Nyugati Vasút mozdonyai | A Magyar Nyugati Vasút mozdonyai |
| -------------------------------- | -------------------------------- | -------------------------------- | -------------------------------- | -------------------------------- | -------------------------------- | --------------------------------------- | -------------------------------- | --- |
| Osztály                          | MNyV-psz.                        | Jelleg                           | Darab- szám                      | Gyártó                           | Gyártási év                      | MÁV-psz.                                | kkStB-psz.                       | Megjegyzés |
| II                               | 1–14                             | 1B–n2                            | 8+6                              | Lf. v. Sigl                      | 1870–1872                        | II. 850–859 II. 1027–1036 238,027–036   | 19.04–07                         | A 9–14 pályaszámú mozdonyok korábban MKV II. osztály 15–17, 19–20 és 22, majd MÁV II. osztály 215–217, 219–220 és 222 pályaszámot viselték. |
| III                              | 21–46                            | C–n2                             | 26                               | Lf. v. Sigl                      | 1871–1873                        | III. 860–876 III. 2096–2112 335,096–112 | 46.26–28                         | 28, 38–39, 26, 36 és 22 psz. korábban eladva a MÁV-nak                                                                                      |
|                                  | 61–72                            | 1B–n2t                           | 12                               | Krauss, München                  | 1884                             | XIII 877–888 XIII 5651–5662             | –                                | 1891 körül átépítve C–n2vt-re (MÁV XIIl) |